# Illice opulenta
Illice opulenta är en fjärilsart som beskrevs av Dyar 1914. Illice opulenta ingår i släktet Illice och familjen björnspinnare. Inga underarter finns listade i Catalogue of Life.